# Bob Charlebois
Robert Richard "Bob" Charlebois (Kanada, Ontario, Cornwall, 1944. május 27. –) kanadai profi jégkorongozó.

## Életpályája
Komolyabb junior karrierjét az OHA-as Montréal Junior Canadiensben kezdte, ahol  1961–1962-ben és 1964-ig játszott. 1964–1965-ben a CPHL-es Omaha Knightsbe került. A következő szezonban a szintén CPHL-es Houston Apollosben játszott két idényt. 1967–1968-ban az újonnan alakult NHL-es Minnesota North Starsban játszhatott hét mérkőzést de ezután leküldték a CPHL-es Memphis South Starsba majd innen a WHL-es Phoenix Roadrunnersbe került, ahol 1968–1971 között játszott. 1971–1972-ben a Tulsa Oilersben lépett jégre a CHL-ben. 1972–1973-ban a WHA-s Ottawa Nationalsban játszott mindössze hat mérkőzést. A következő szezonban a szintén WHA-s New England Whalersban szerepelt. 1976-ig volt a New England Whalers tagja, de 1974–1975-ben leküldték a NAHL-es Cape Coddersbe és 1975–1976-ban szintén leküldték ebbe a csapatba. 1975–1976-ban vonult vissza a NAHL-es Binghamton Dustersből.